# 南豐紗廠
南豐紗廠（英語：The Mills），位於香港荃灣柴灣角白田壩街45號，於1954年由人稱「棉紗大王」的南豐集團創辦人陳廷驊設廠，總樓面面積264,000平方英尺（24,500平方），當時為香港生產量最高的紡織廠。後來，一至三廠則在1997年拍攝香港電影《十萬火急》救火場面後拆卸，成為私人住宅翠豐臺，而四至六廠則在2008年停止營運後改成貨倉。2014年，南豐紗廠開展活化工程，並在2018年12月6日工程完成後開幕，設有工作空間、紡織文化藝術中心、零售樓面與休憩空間。

## 歷史
1954年，人稱「棉紗大王」的南豐集團創辦人陳廷驊設立南豐紗廠，選址荃灣白田壩街工業區。兩年後，紗廠正式投产，當時每月生产棉纱四百包。紗廠投产後發展迅速，以至人手短缺，更曾因一時無法為工人維持俗稱「三八制」的一日三更、每更八小时工作制而在1959年7月爆發工潮。
1960年代，南豐繼續擴展業務，收購了鄰近的地段共設立六個廠房，而紗廠的六廠、四廠及五廠分別在1961年、1962年與1970年落成。時值香港製造業發展蓬勃的黃金年代，南豐紗廠為香港紡紗生產商龍頭，著名於每年極高的生產量，高峰時期年產3000萬磅棉紗，產量一度高居香港業界前列。1971年，香港棉紡業的發展速度大大減緩，但南豐紗廠在當年卻增設了3,056枚紗鍵和購入了9,598枚紗鍵，共增加12,656枚紗鍵，成為當年香港三十多家棉紡廠中十家增加紗鍵的棉紡廠之一；南豐紗廠的附屬布廠在當年也增加288台布機。
1980年代，亚洲各地紛紛步入工業化階段，臺灣與东南亚國家以低廉成本招徠工人，中国大陆也開始改革開放。同時，香港港勞工成本和地價也持續上升。香港因而轉型為第三產業經濟，製造業佔本地生產總值的比率也開始下降，在1989年已下降至百分之二十以下。在製造業日漸息微的情況下，一至三廠於1990年代起遷往內地後空置，並在1997年電影《十萬火急》於該廠拍攝戲中最後的大型爆炸及火燒場面後，清拆及重建成現時的翠豐臺；四至六廠亦於2008年停止紡紗運作，將廠房轉為貨倉。

## 活化
2014年，南豐集團宣佈將活化南豐紗廠，耗資7億港元將總樓面面積264,000平方英尺（24,500平方）的四廠、五廠及六廠改建成單一建築群，並在翻新活化工程後在2018年12月6日開幕。
活化工程中，紗廠過去的部分特色及設計（如保留舊有綠色油蹟的牆身、選用與以前同樣物料及工藝所製造的舊式鐵框窗戶等）獲得保留，而當中也有就舊有結構進行加固工程，並加入了玻璃幕牆，就例如紗廠外牆上的「南豐紡織有限公司」的標誌字型原已停產，在修復時需要重新倒模，並沿用式微工藝重新製作，以人手逐片重新貼上紙皮石，再置於原位。南豐紡織品牌「金杯」圖案的鐵閘，以及五廠鐵閘、四廠樓梯也獲得保留。紗廠的中庭運用了大量玻璃，而頂部也設天窗引進自然光。

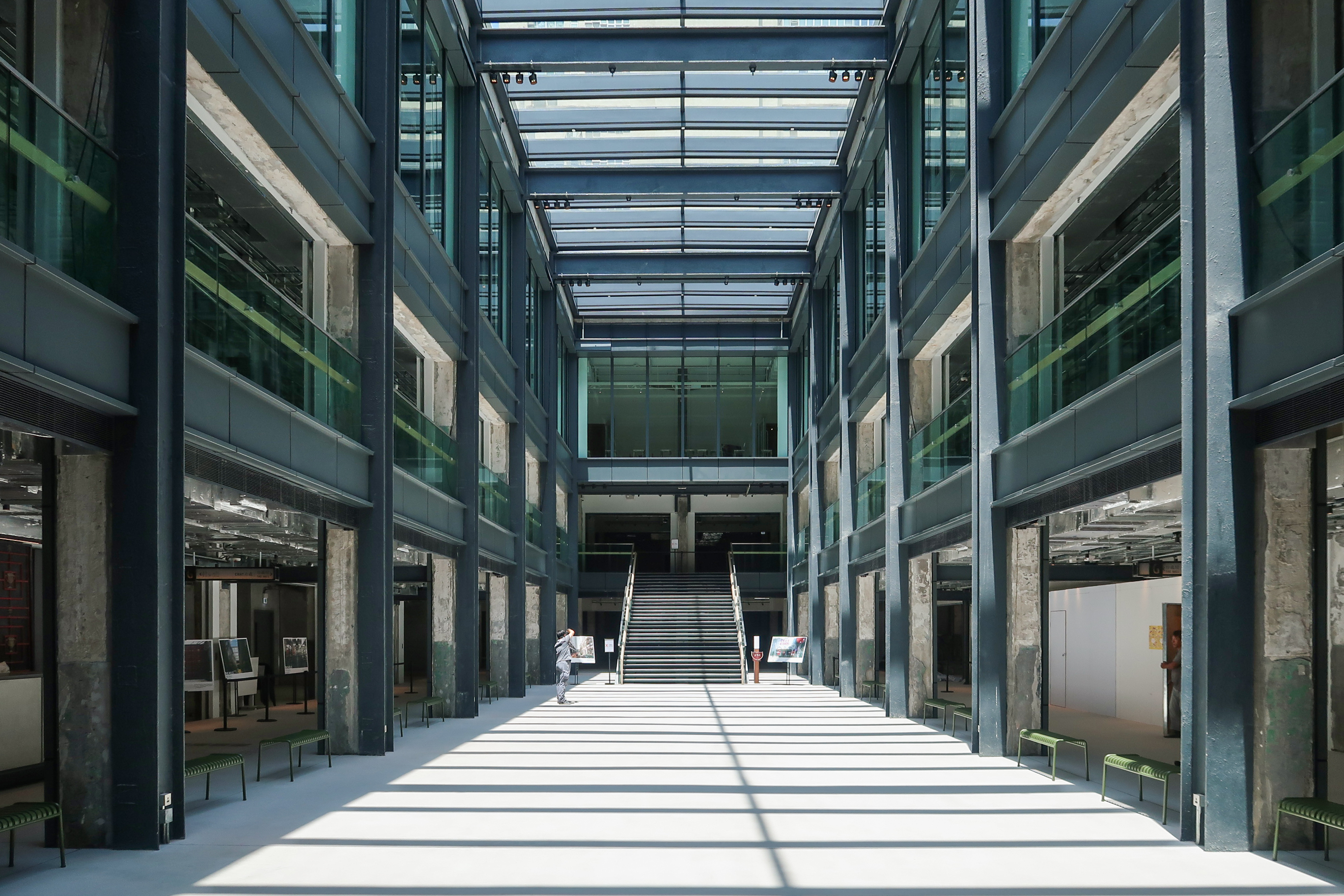
六廠中庭運用大量玻璃，設天窗引進自然光
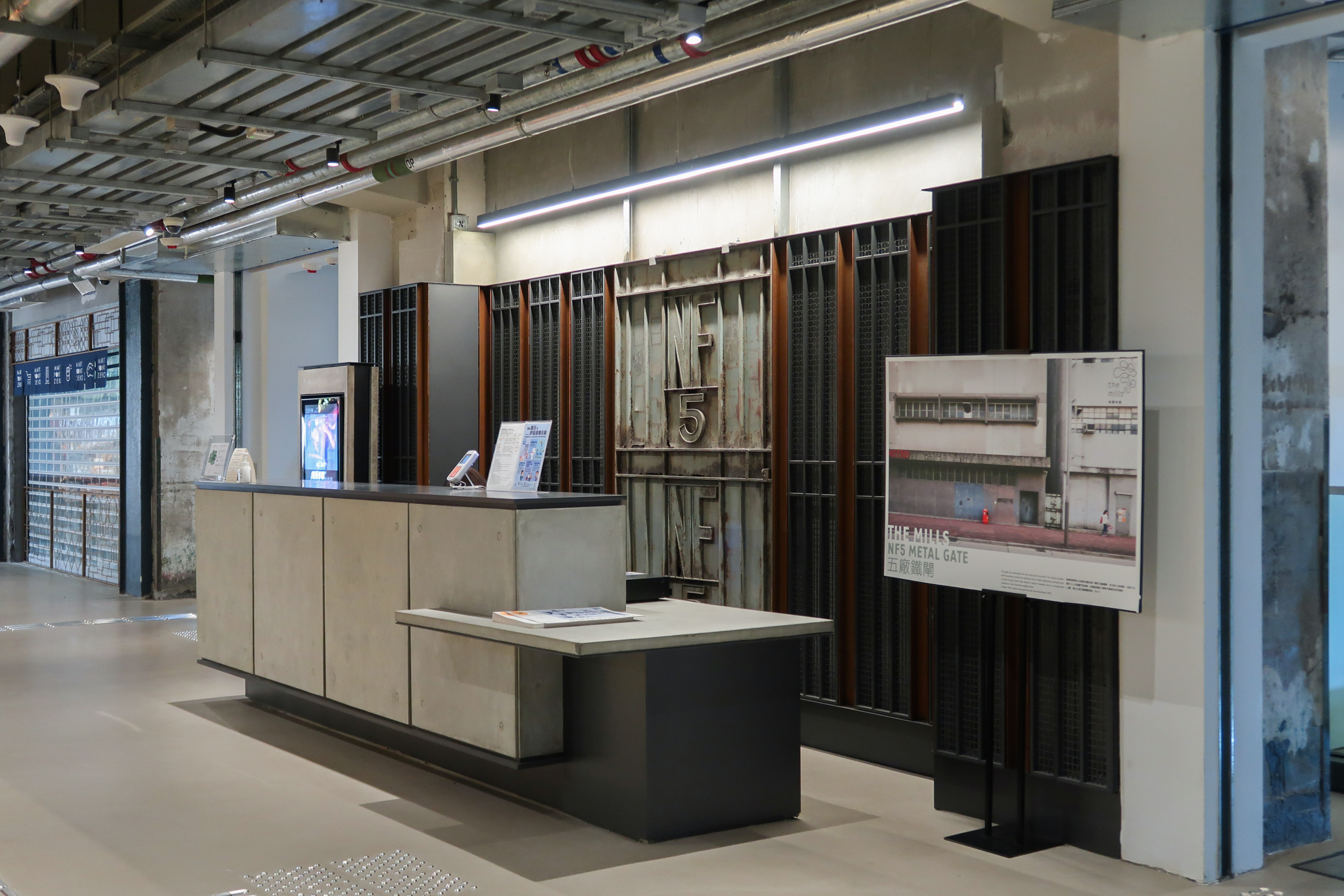
五廠鐵閘，現時放在五廠1樓
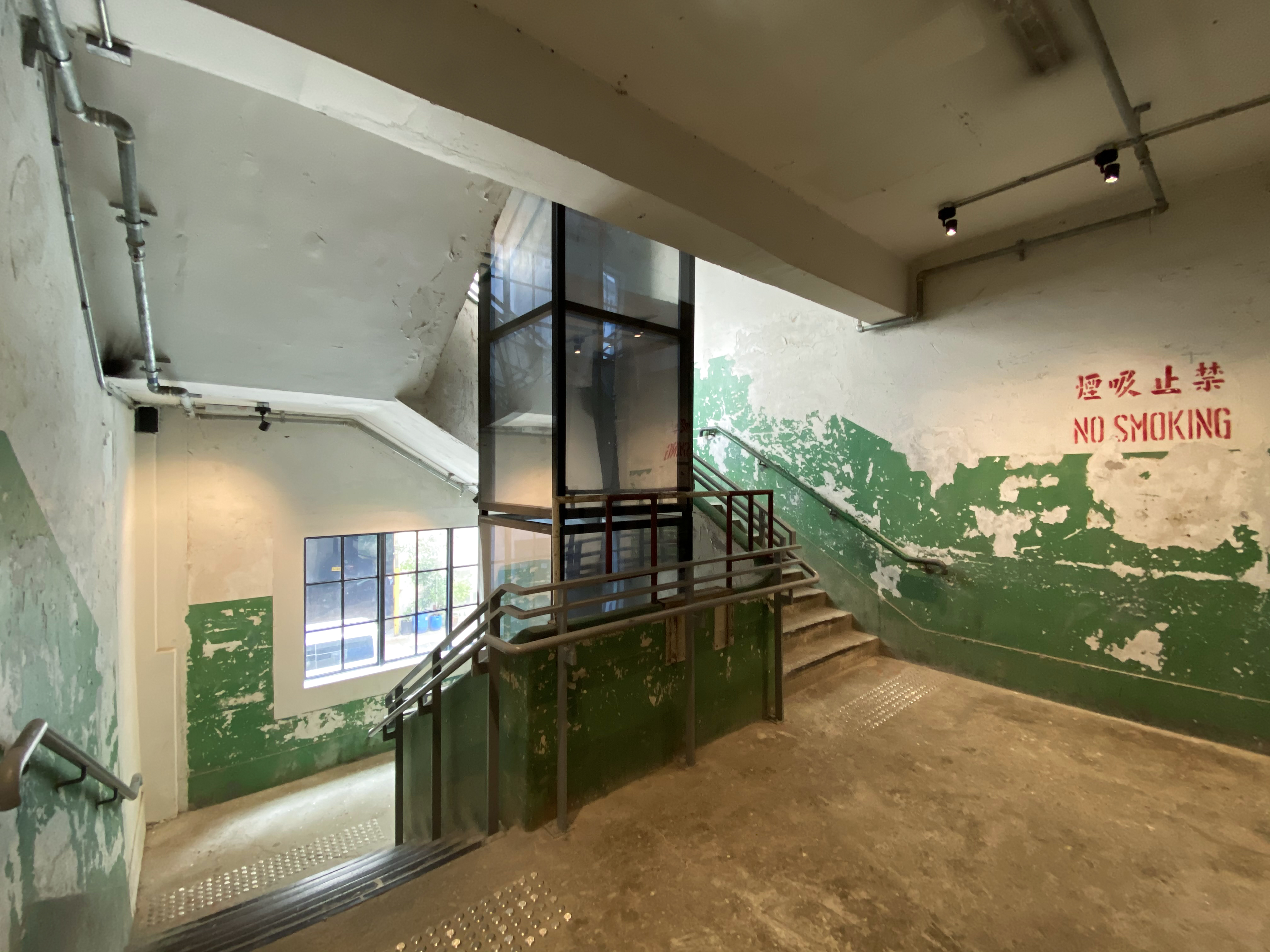
四廠樓梯
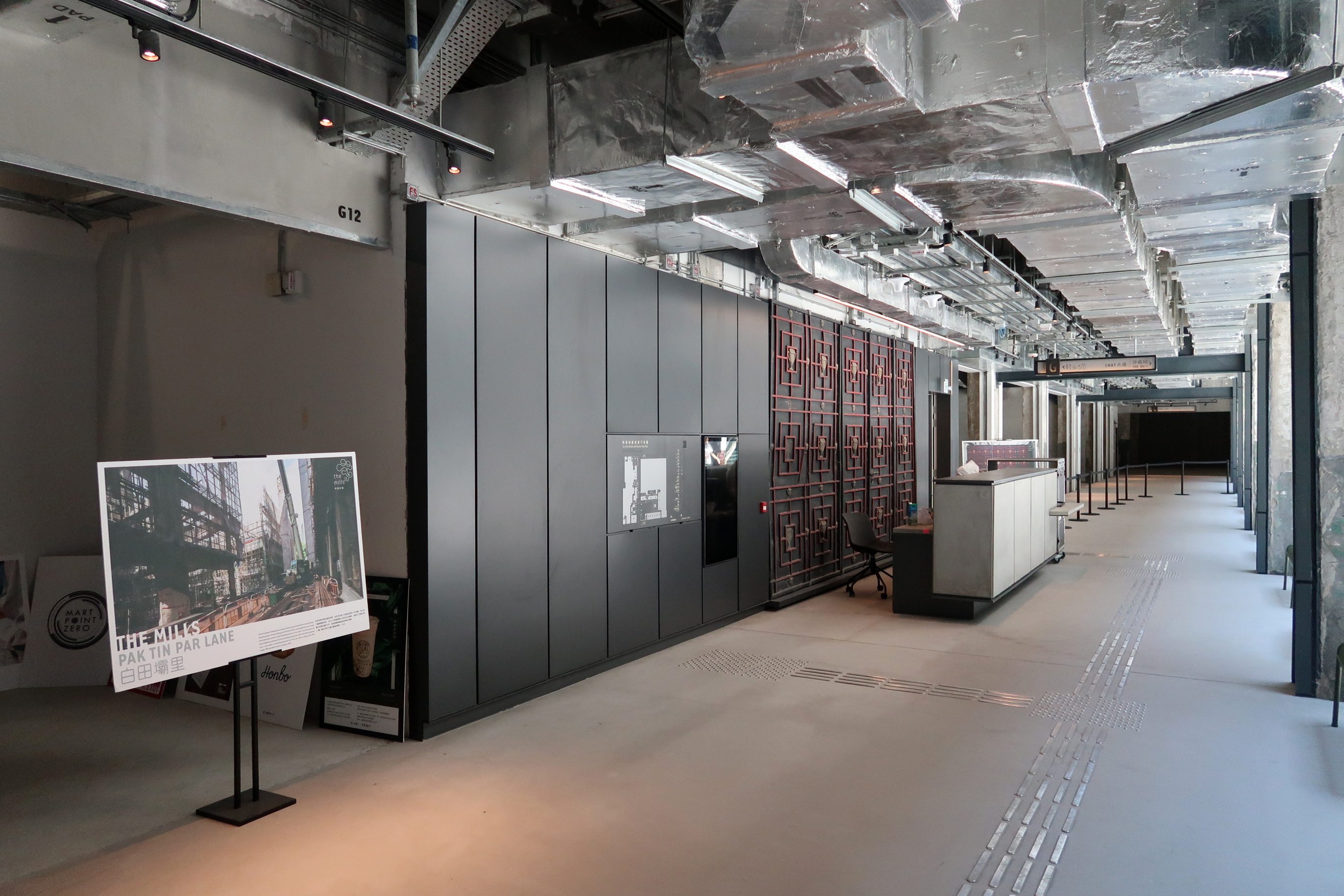
六廠地下保留南豐紡織品牌「金杯」圖案的鐵閘

## 結構、設施及藝術

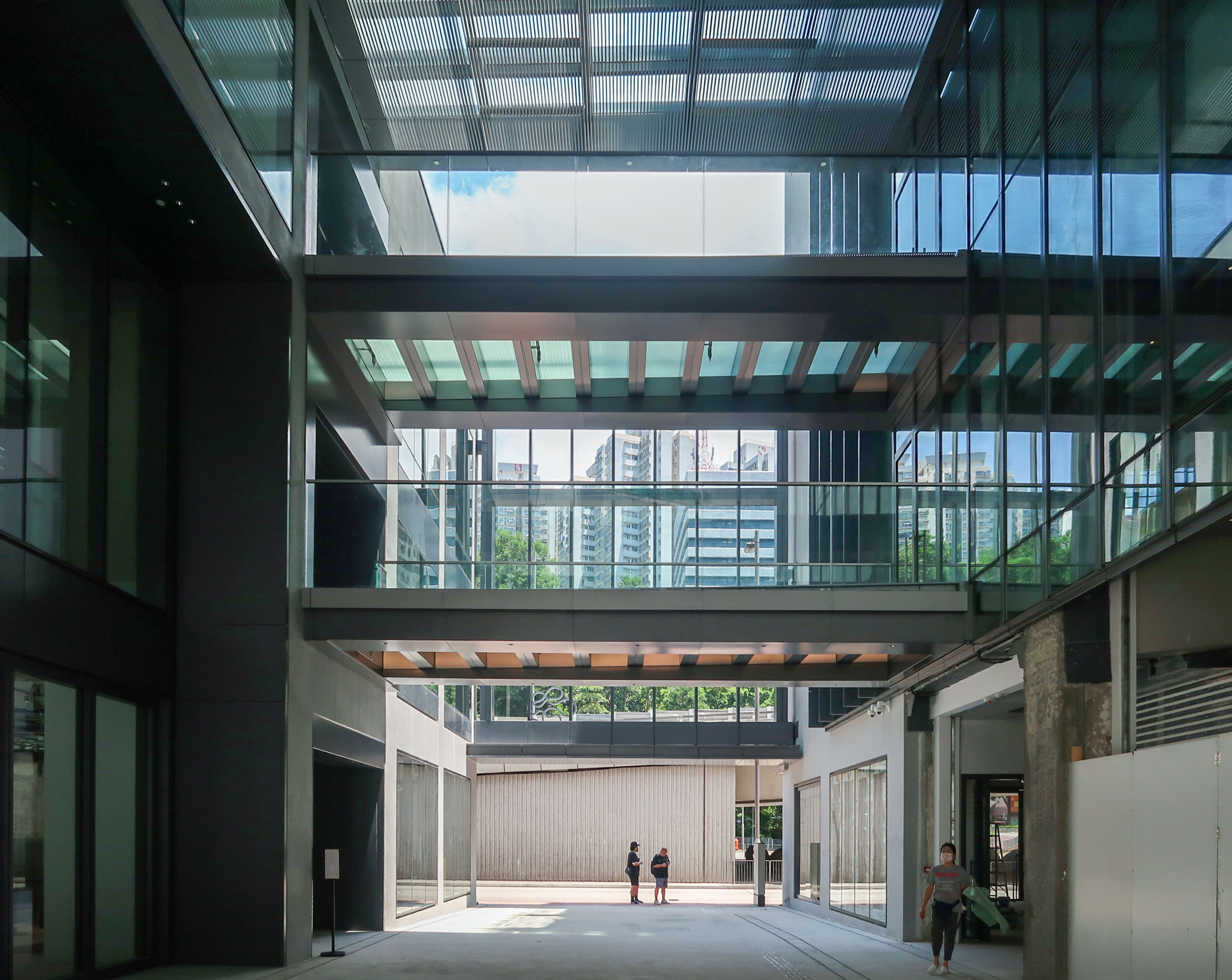
來往「CHAT六廠」和「南豐作坊」的天橋

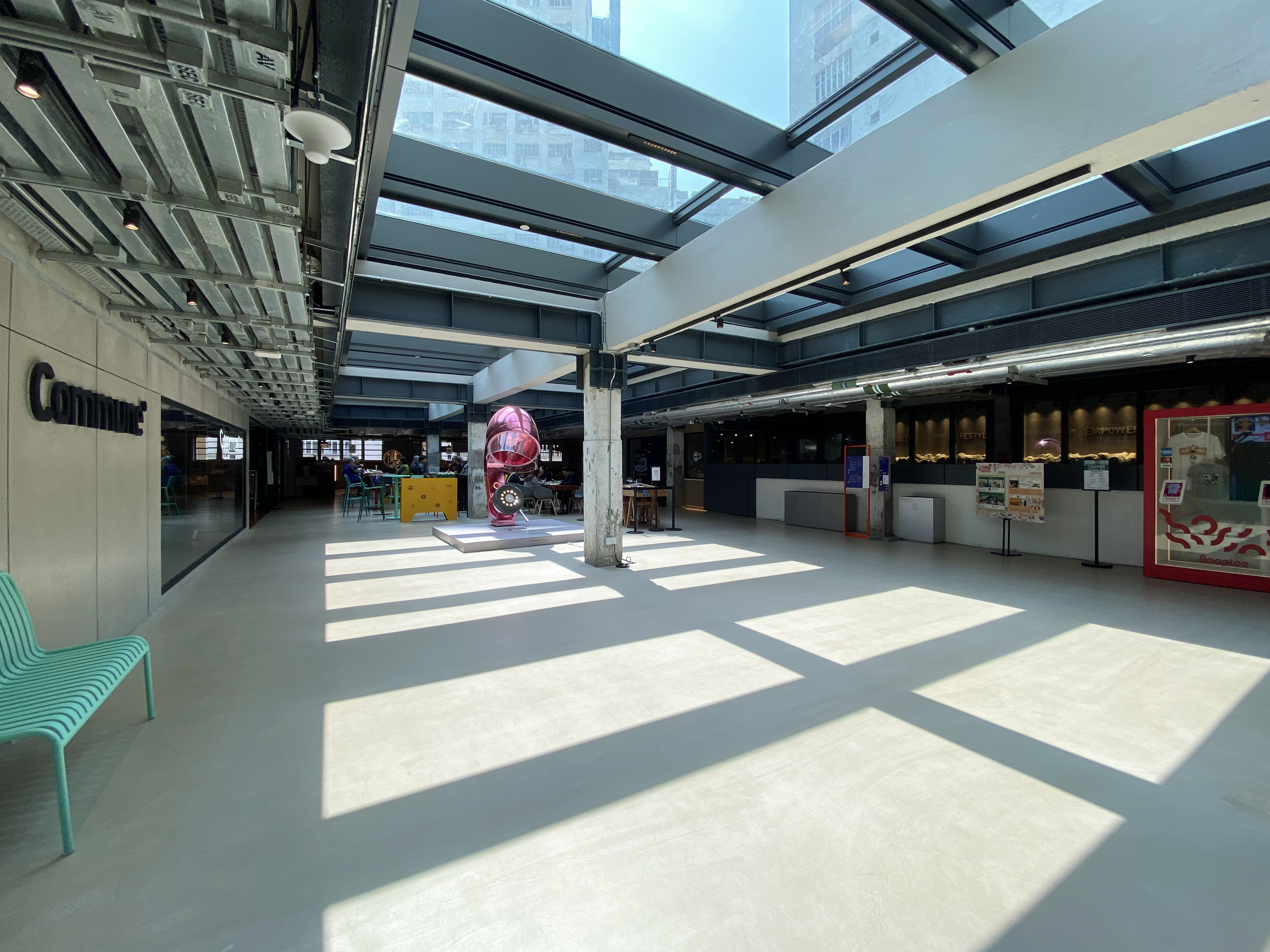
「南豐店堂」1樓餐廳

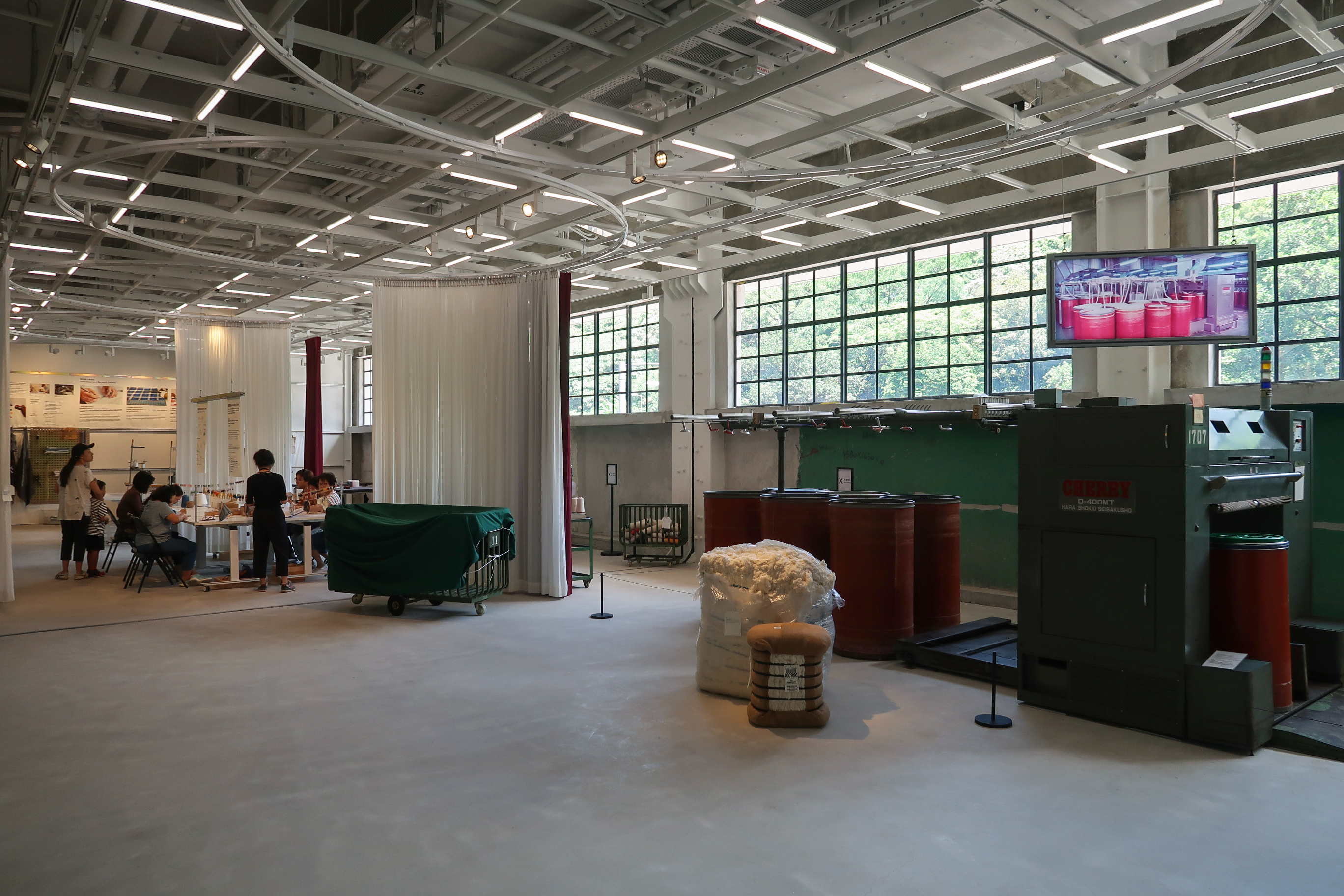
六廠2樓CHAT六廠陳廷驊基金會展廳

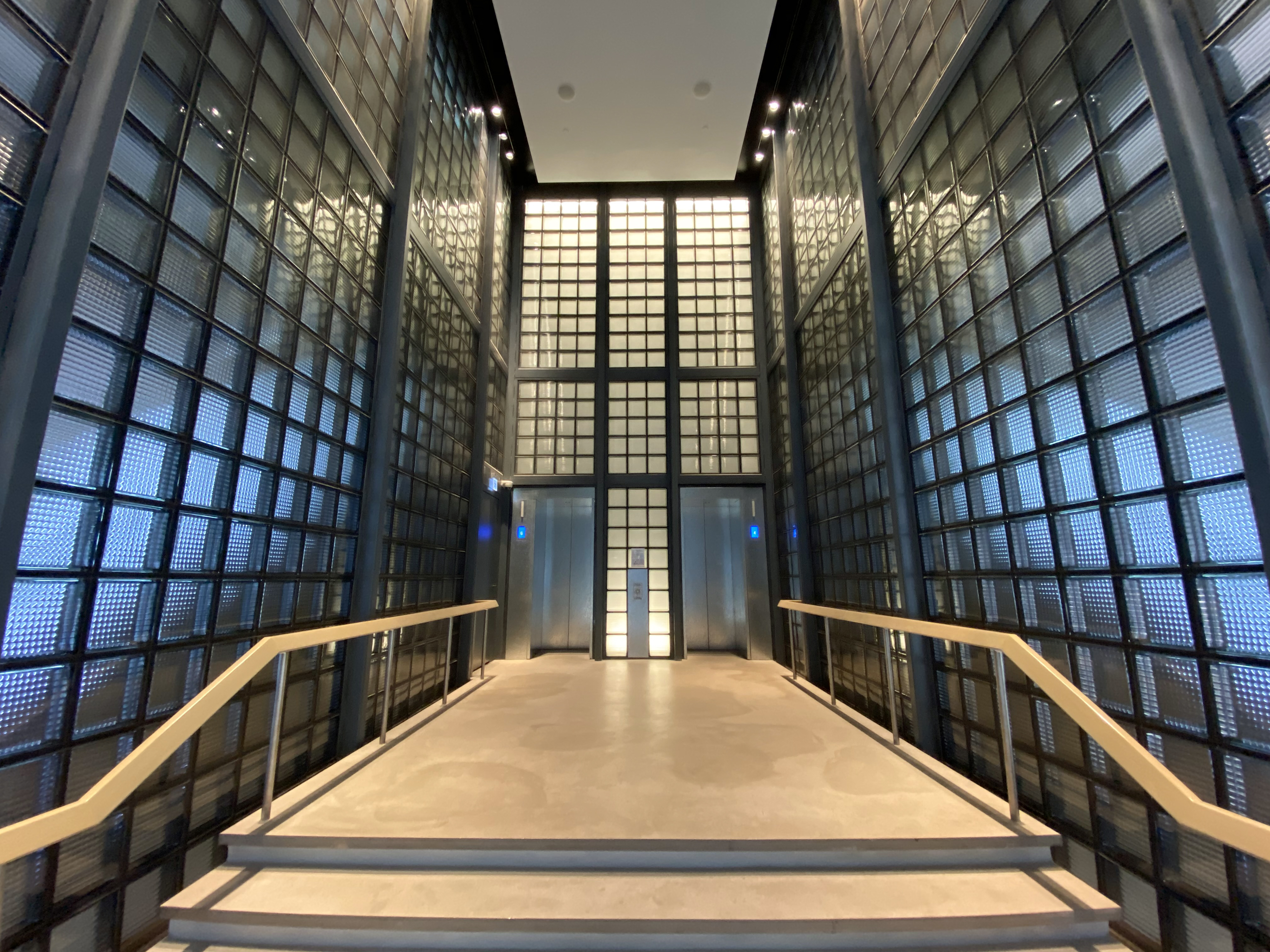
「南豐作坊」地下大堂

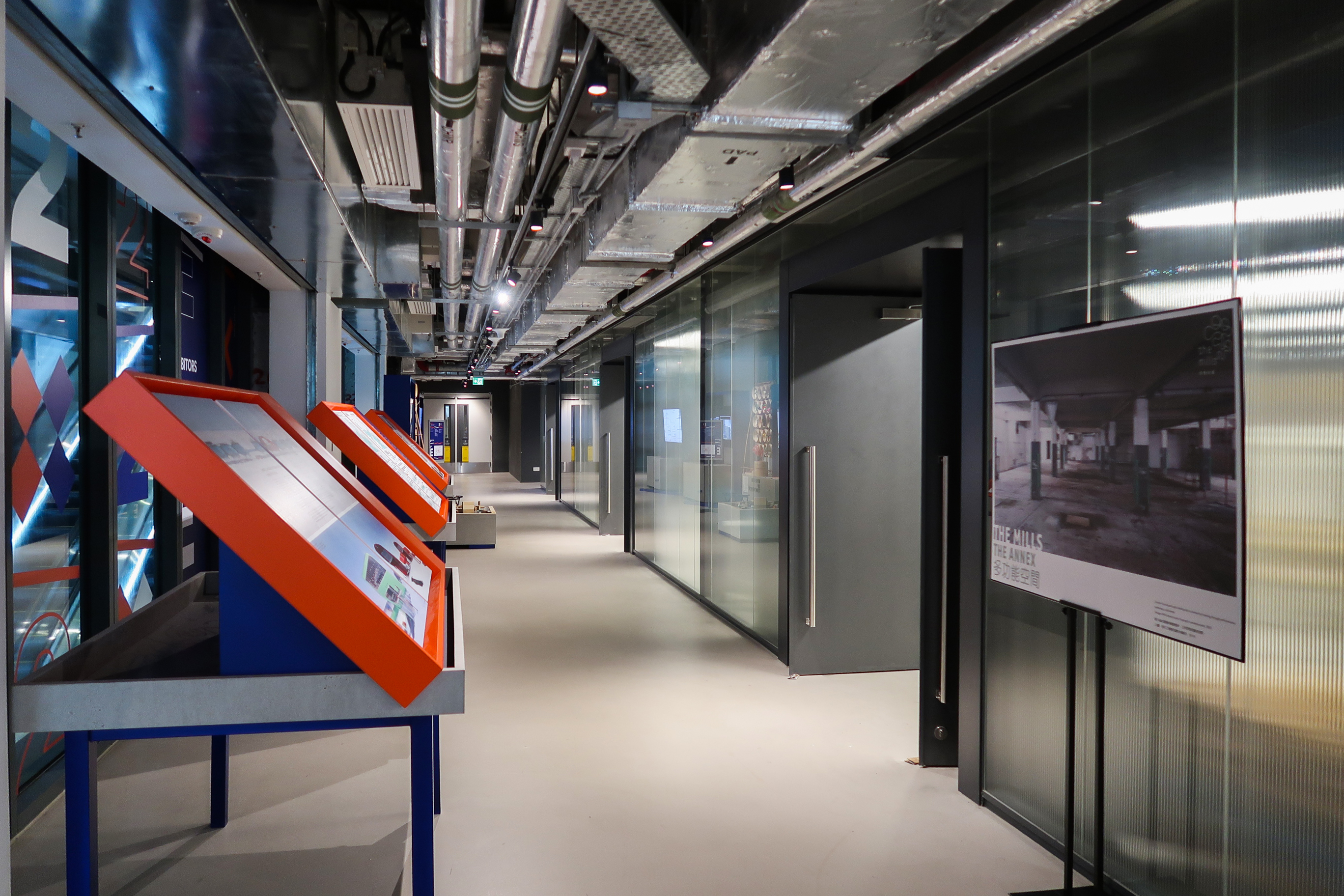
The Annex at The Mills位於南豐紗廠M層

2018年活化工程完成後，南豐紗廠的三座獨立的建築物被改建成單一建築群，並分成「南豐作坊」、「CHAT六廠」、「南豐店堂」三部分。

### 南豐作坊
南豐作坊是位於南豐紗廠4樓一個工作空間及為初創企業家和策略夥伴的培育基地，於2018年末開幕。工作空間佔地共15,000平方呎，設有由香港紡織及成衣研發中心營辦的原型製作實驗室「南豐作坊Lab」。至於中庭的空間則可用作舉辦會議、研討會、酒會等活動。

### CHAT六廠
六廠紡織文化藝術館（CHAT六廠）位於2樓，是香港首間紡織文化藝術中心，旨在讓參觀者可以透過活動感受香港紡織業在過去與現在的創造精神，在2018年7月28日起對外開放，並在2019年3月正式開幕。

### 南豐店堂
南豐店堂是南豐紗廠的零售樓面，佔地12.6萬平方呎，提供約60個商舖，在2018年末開幕。場內的租戶具有特色並切合南豐紗廠新舊融合的主題；租戶的租期介乎1年至3年，而商舖租金則按行業而有不同的分成比例。2019年4月，已開業的租戶有家品店、多間時裝店和生活精品店、泰式按摩店、老字號甜品店、素食西餐廳、紫砂茶壺手沖茶飲等香港本地品牌食店進駐，設計和產品皆走文青路線。到同年5月，2樓開設有佔地7,000呎的大自然親子樂園The Big Things，附設餐廳和料理教室。

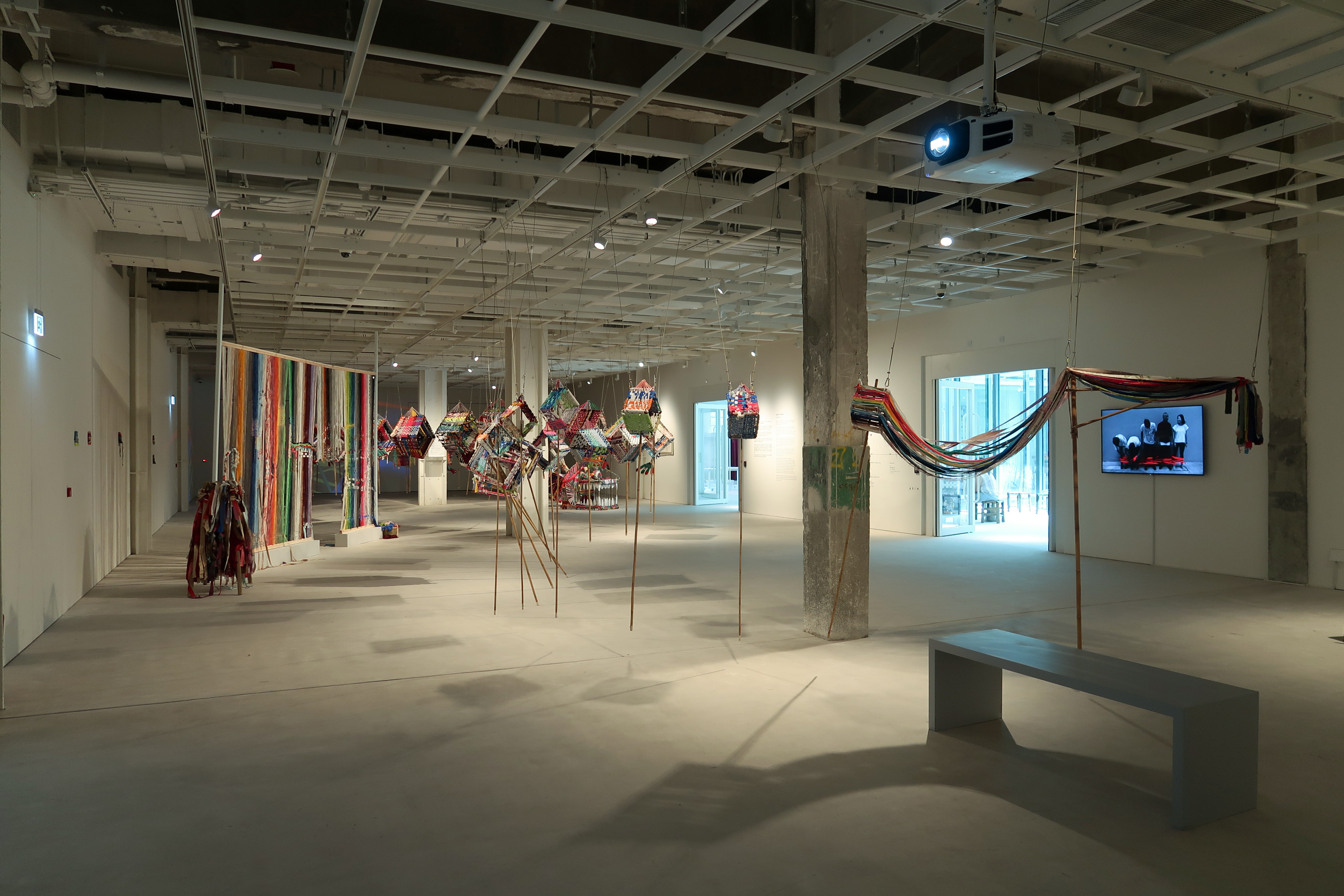
六廠2樓CHAT六廠展覽廳
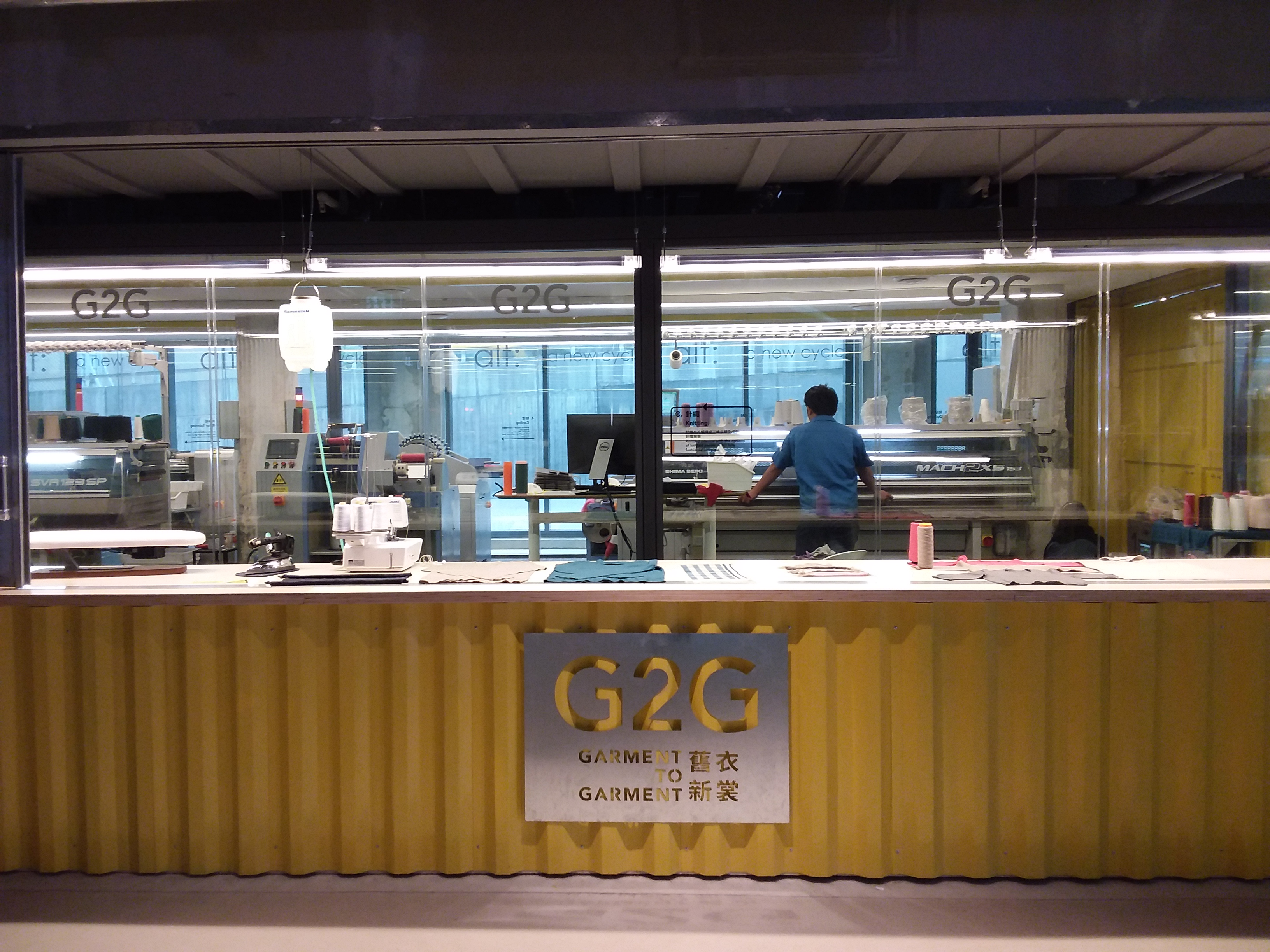
利用升級再造技術打造環保紡織產品的商店 alt:
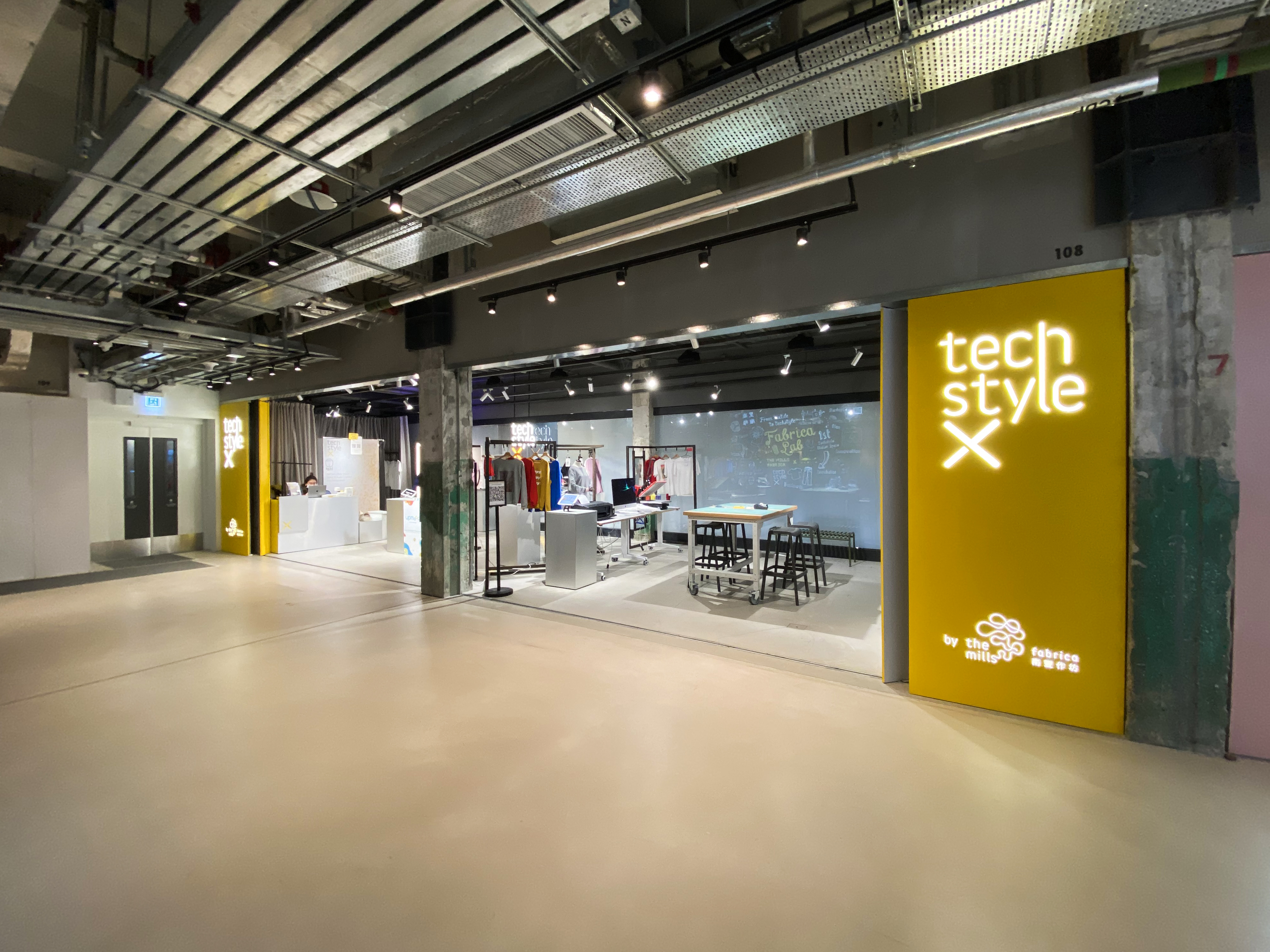
南豐作坊techstyle X
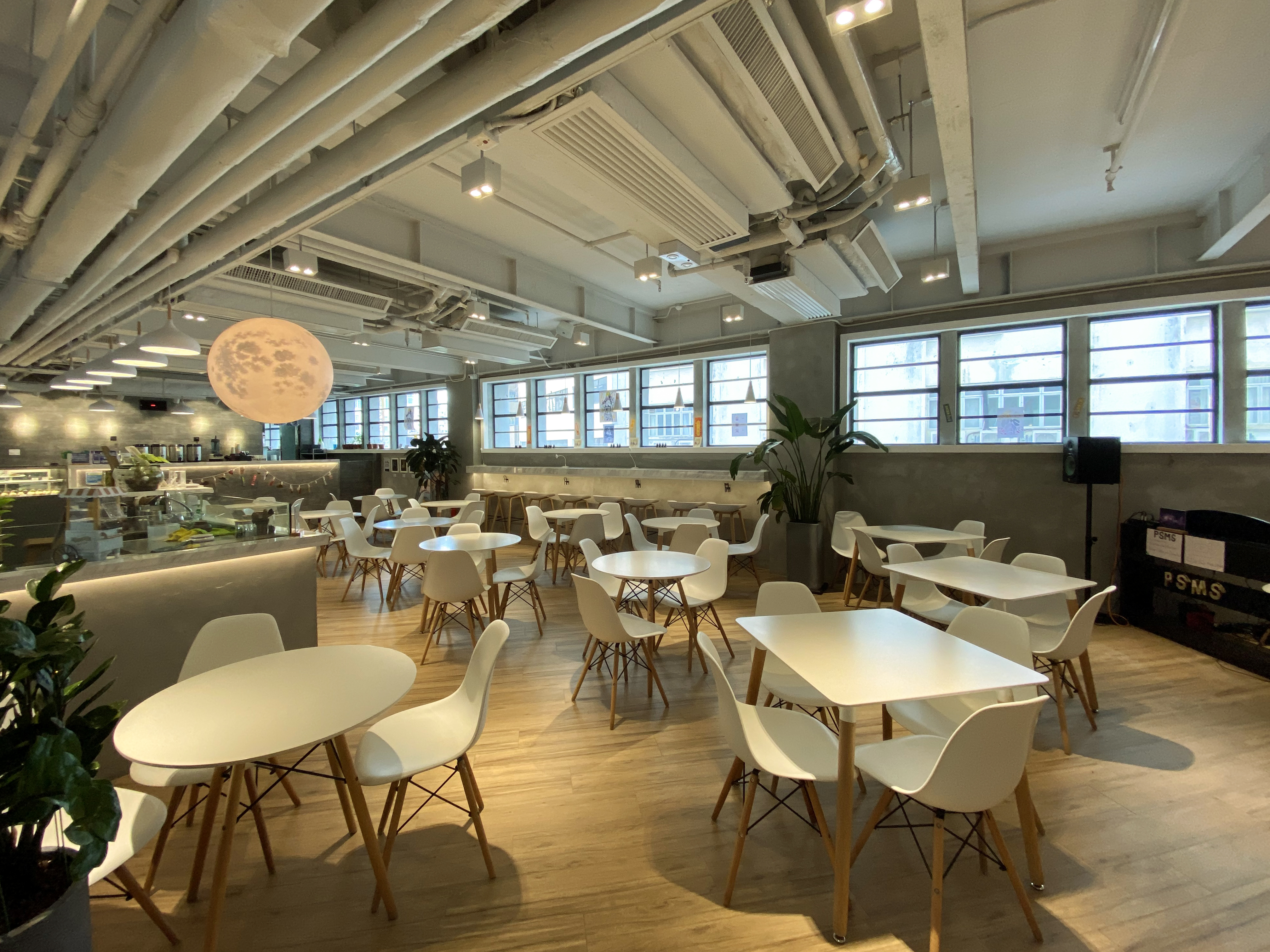
南豐紗廠內的木衛二分店

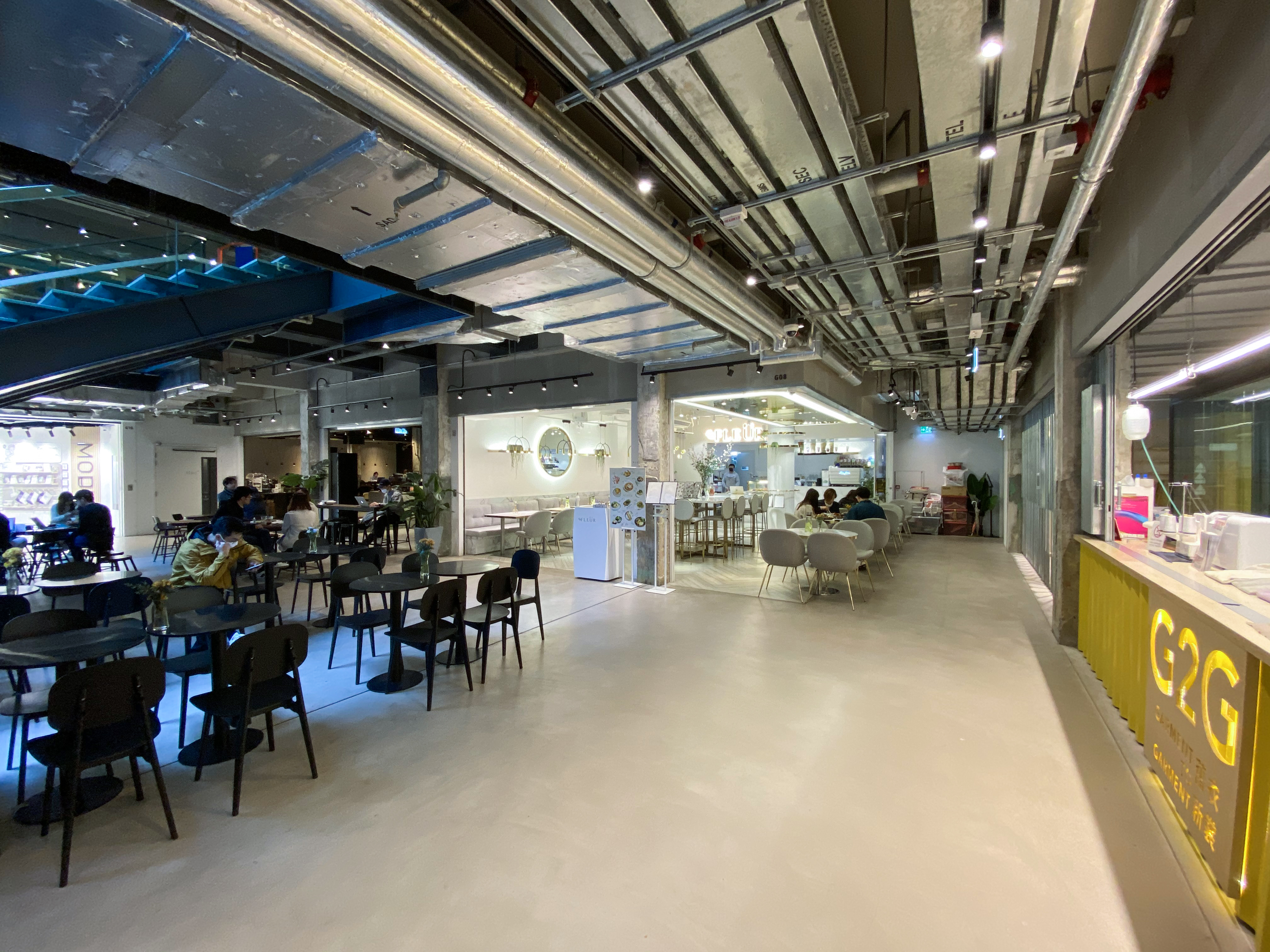
六廠地下餐廳
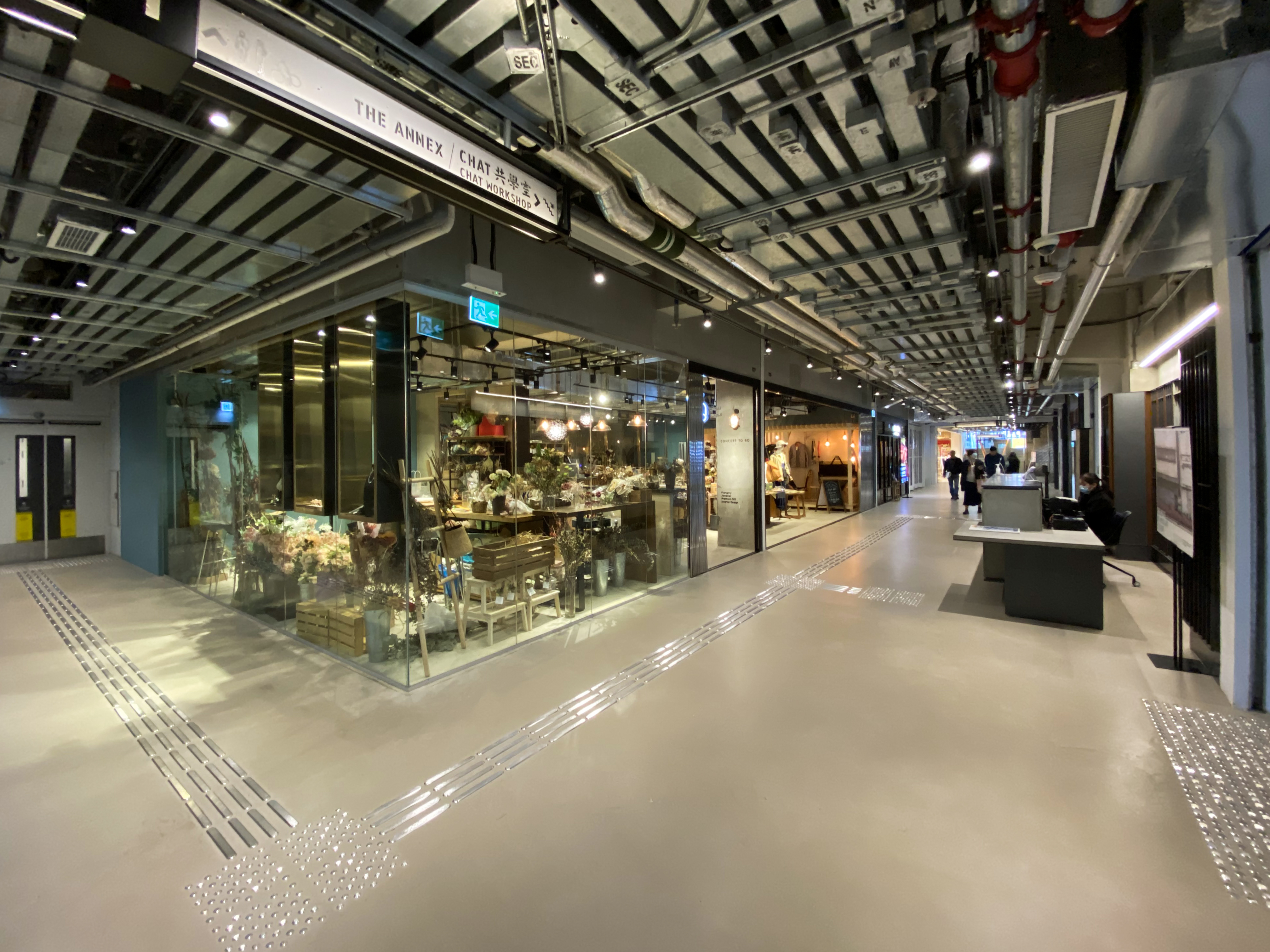
1樓商店
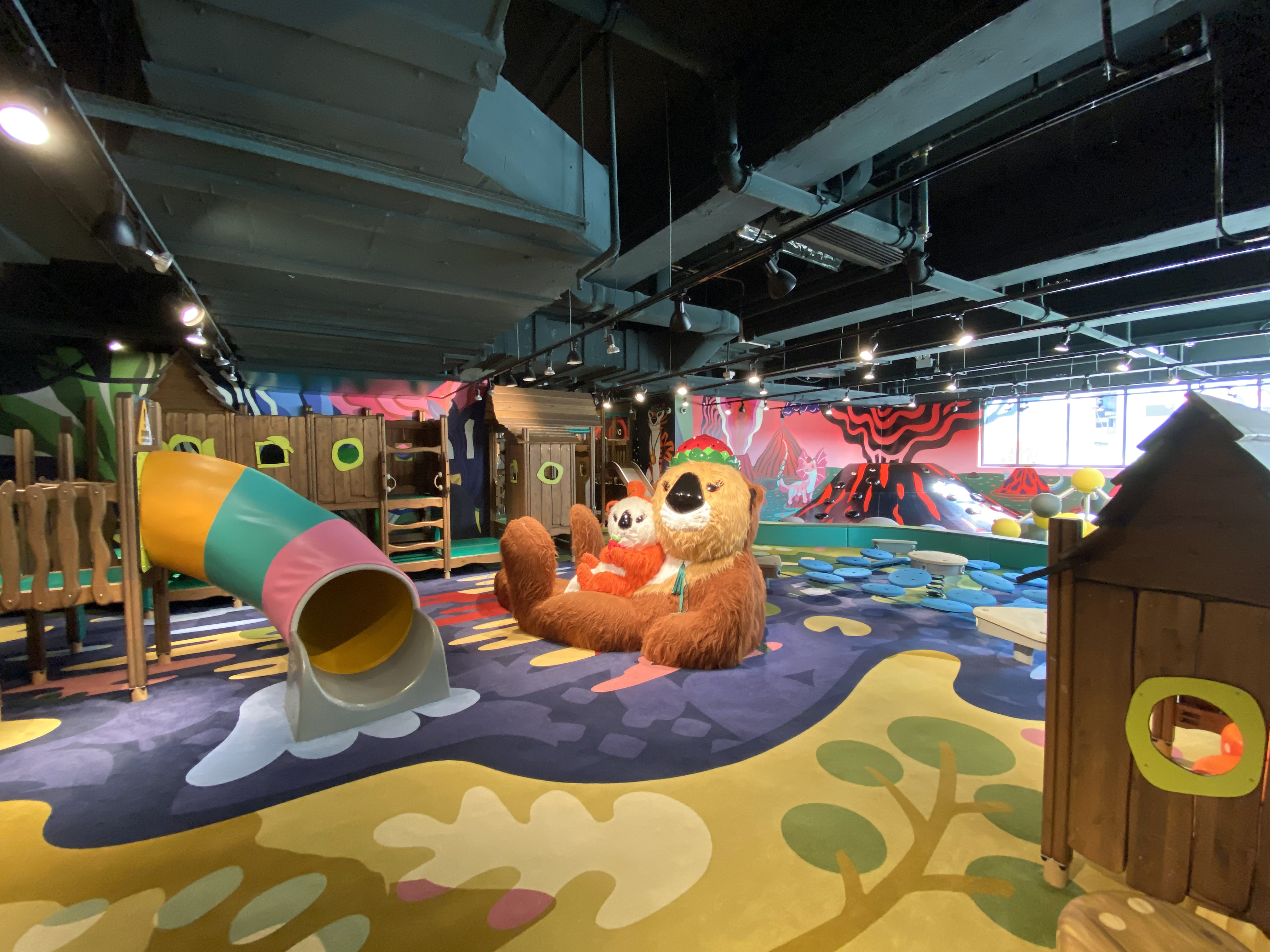
2樓大自然親子樂園The Big Things
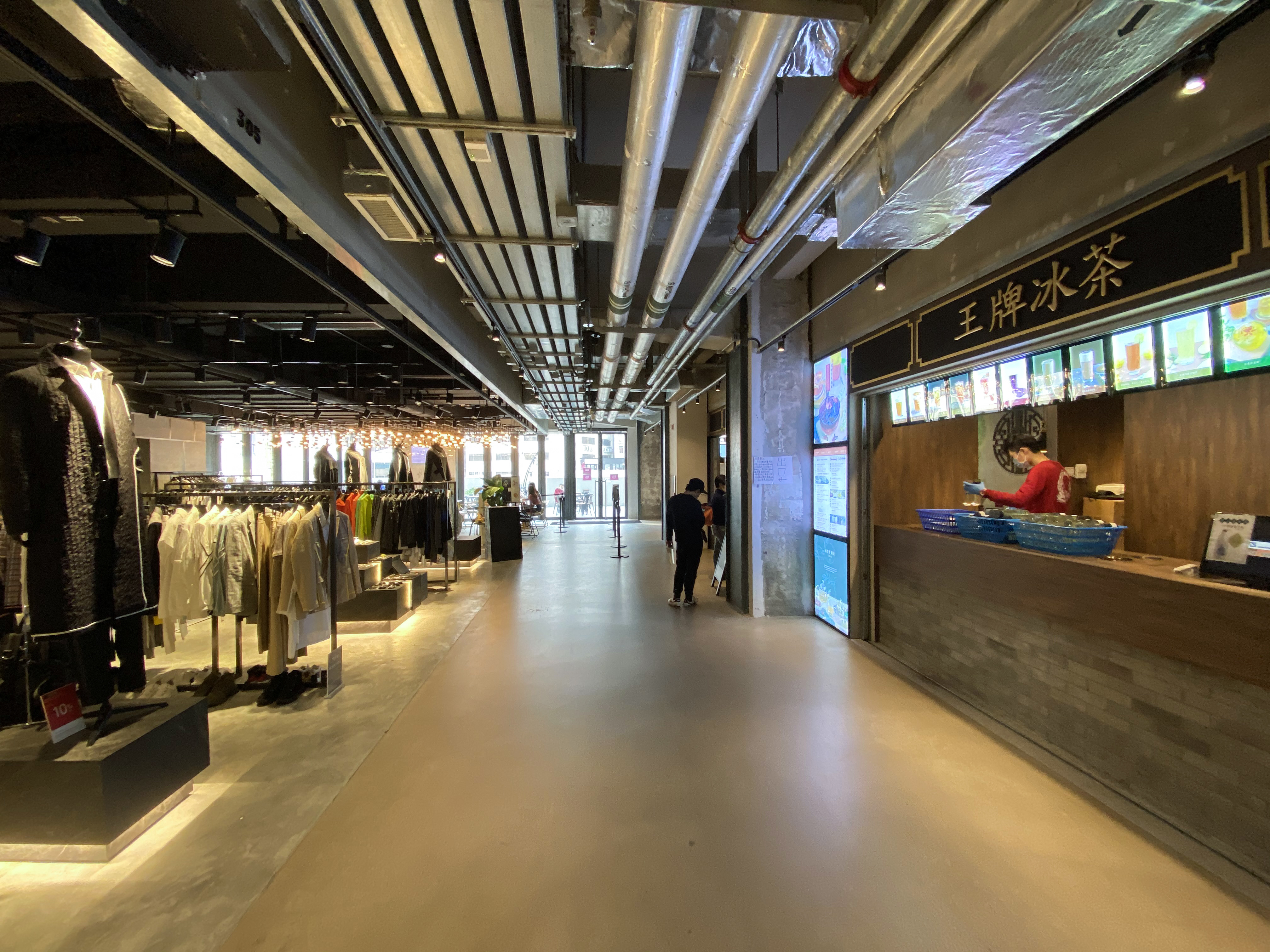
3樓商店

### The Annex at The Mills
The Annex at The Mills位於南豐紗廠M層，總實用面積3,348平方呎，可用作舉行會議、研討會、講座和培訓班。其中一個房間配有可移動隔音牆，最多分為3間。

### 戶外空間
除此以外，六廠與四廠的天台也分別闢為「紗廠公園」和「紗廠耕地」，而六廠及五廠之間的私家小巷也被擴寬為公眾空間「白田壩里」。紗廠公園由六廠天台活化而成，遊人在該處可以欣賞到南豐紗廠大樓的風景。公園内有由多塊鐵片組成，面積約4米×23米大的藝術作品《跡織繪》，由林東鵬與COLLECTIVE共同創作，而該畫是講述布的故事。紗廠耕地則位於四廠天台，供人租用種植作物。白田壩里由六廠及五廠之間的私家小巷拓寬而成。小巷兩旁有一系列壁畫，由六位本地藝術家創作，主題圍繞南豐紗廠的過去、現在與未來；而臨近小巷的南豐紗廠入口則有「無名英雄」巨幅肖像畫，由葡萄牙藝術家亚历山大·法图創作，象徵香港上一代奮鬥回憶，並向昔日的紡織業工人致敬。

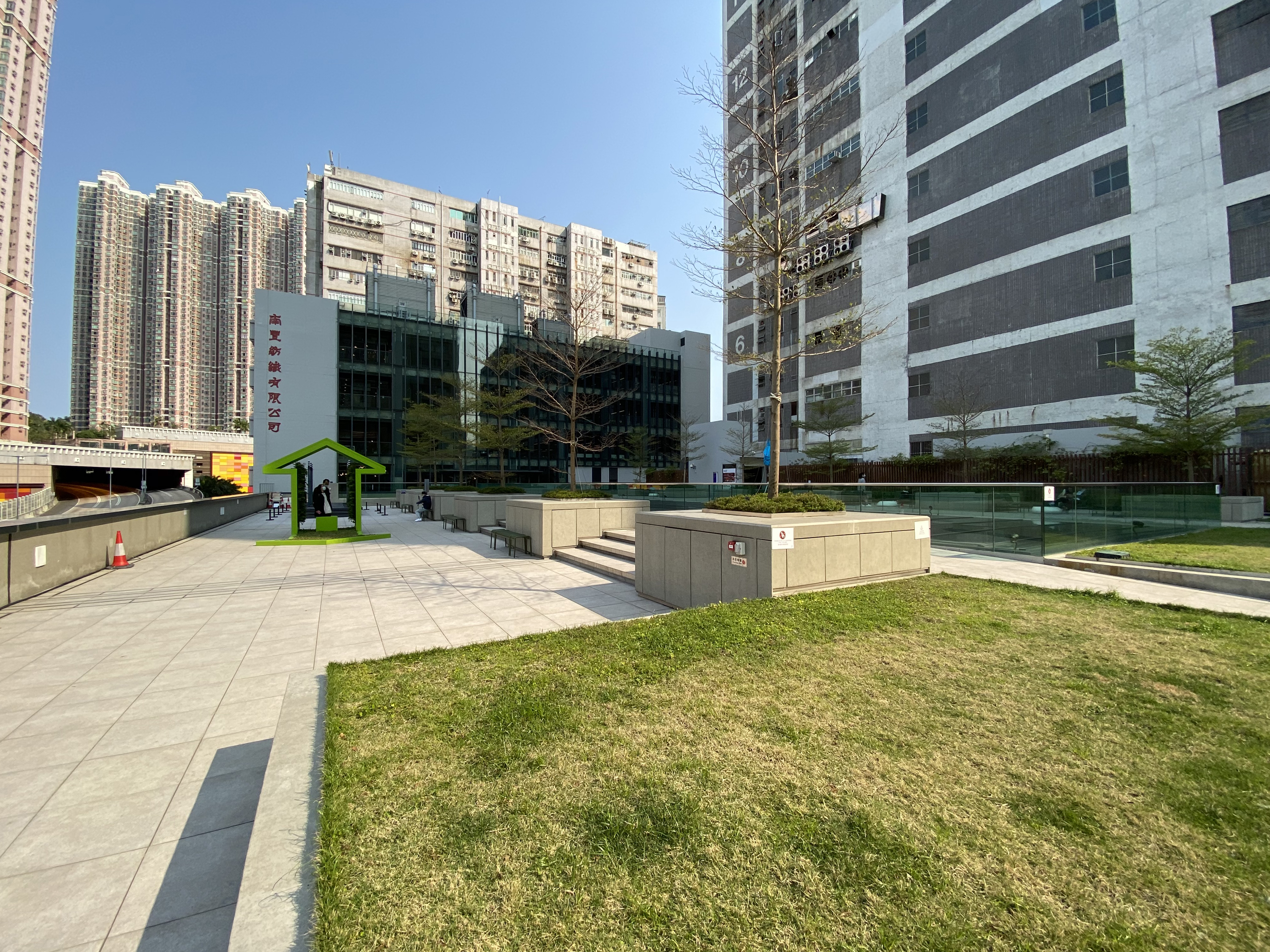
南豐紗廠六廠天台紗廠公園
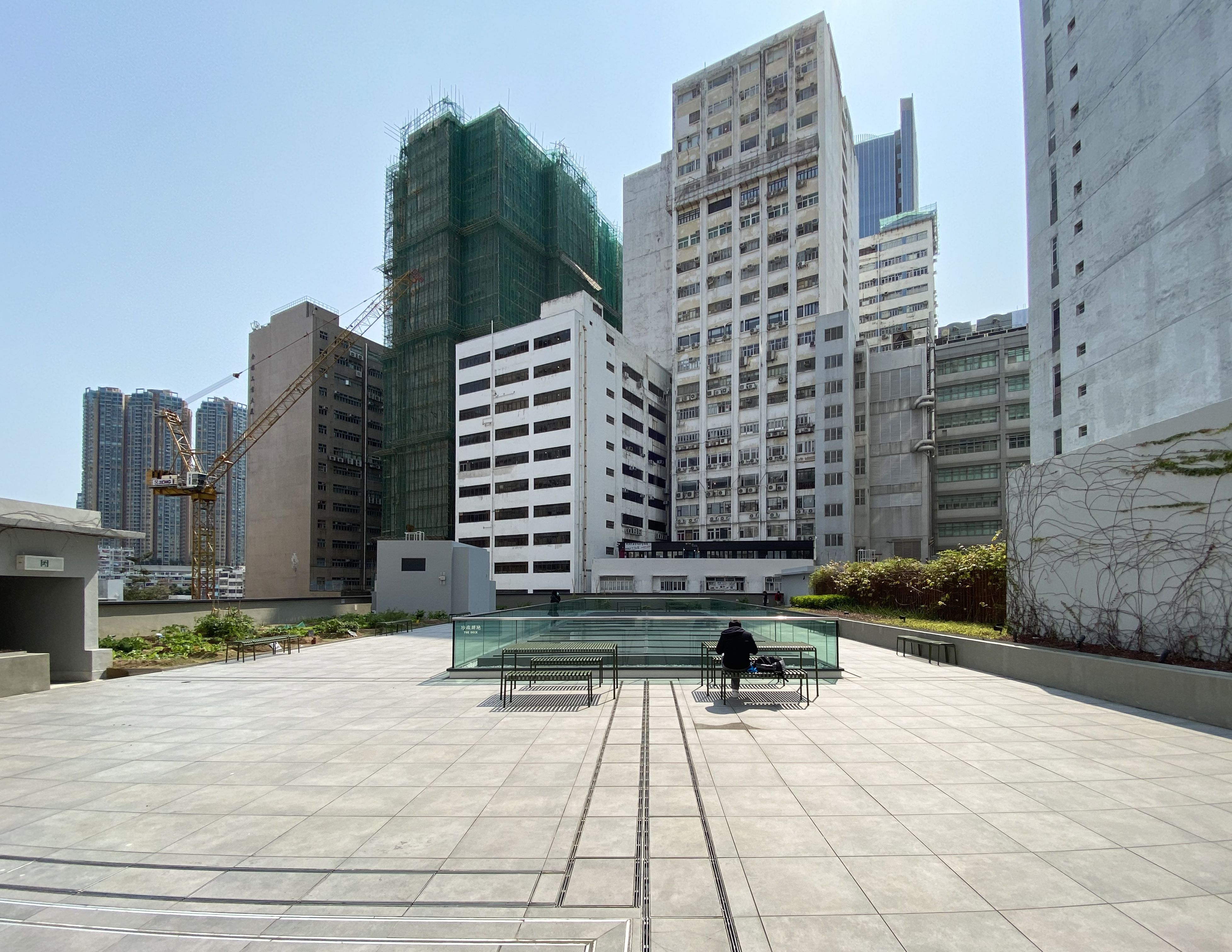
四廠天台紗廠
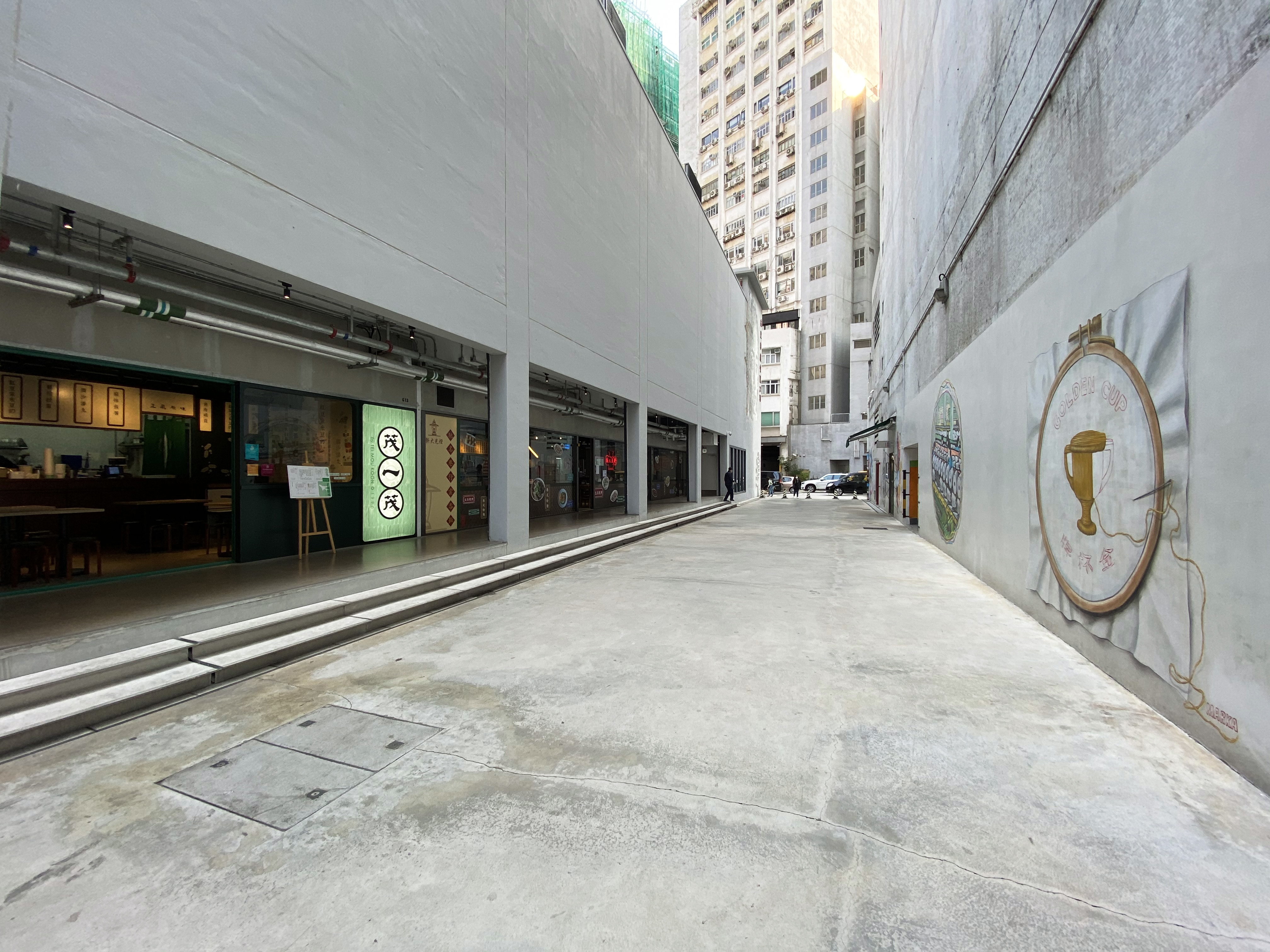
白田壩里活化後有一系列壁畫

### 室內佈置
南豐紗廠在活化後以「文創×歷史×工業風」為主打，成為荃灣社區的文創空間和荃灣的打卡新景點。南豐紗廠在活化時特別邀請了著名鑿字工匠胡丁強為紗廠特製了一些鑿字模板，成為紗廠的指示標牌。南豐紗廠從前為火災救火使用的亮紅色工具「太平桶」，加上以前工廠棄置的木門板，成為南豐紗廠内的指示牌的點綴，除了能展示紗廠過去的點滴以外，還能讓歷史古物不至浪費和丟棄。南豐紗廠洗手間外的白色格子磚牆也成為很多人來臨拍照的地方。

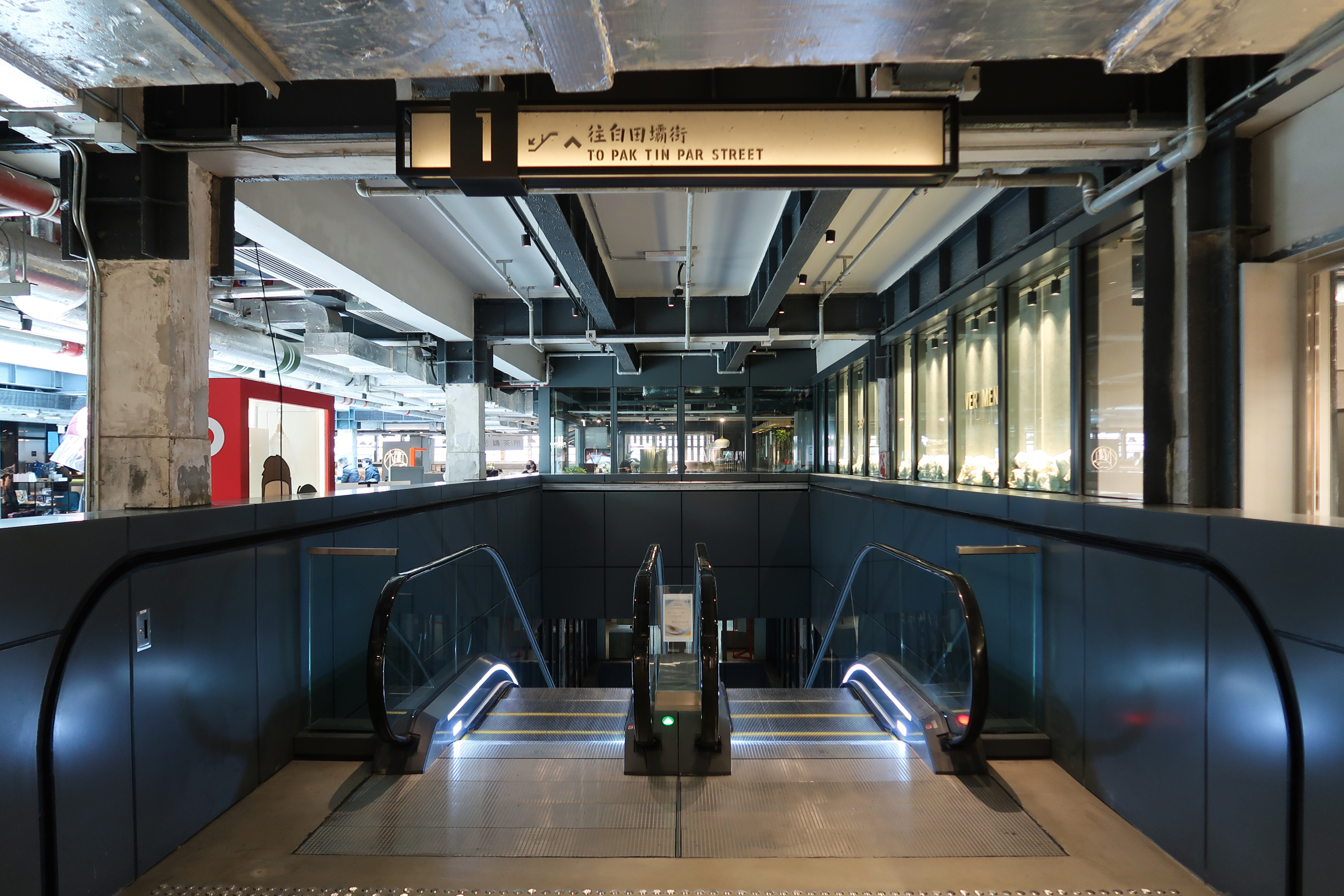
扶手電梯前的鑿字標牌
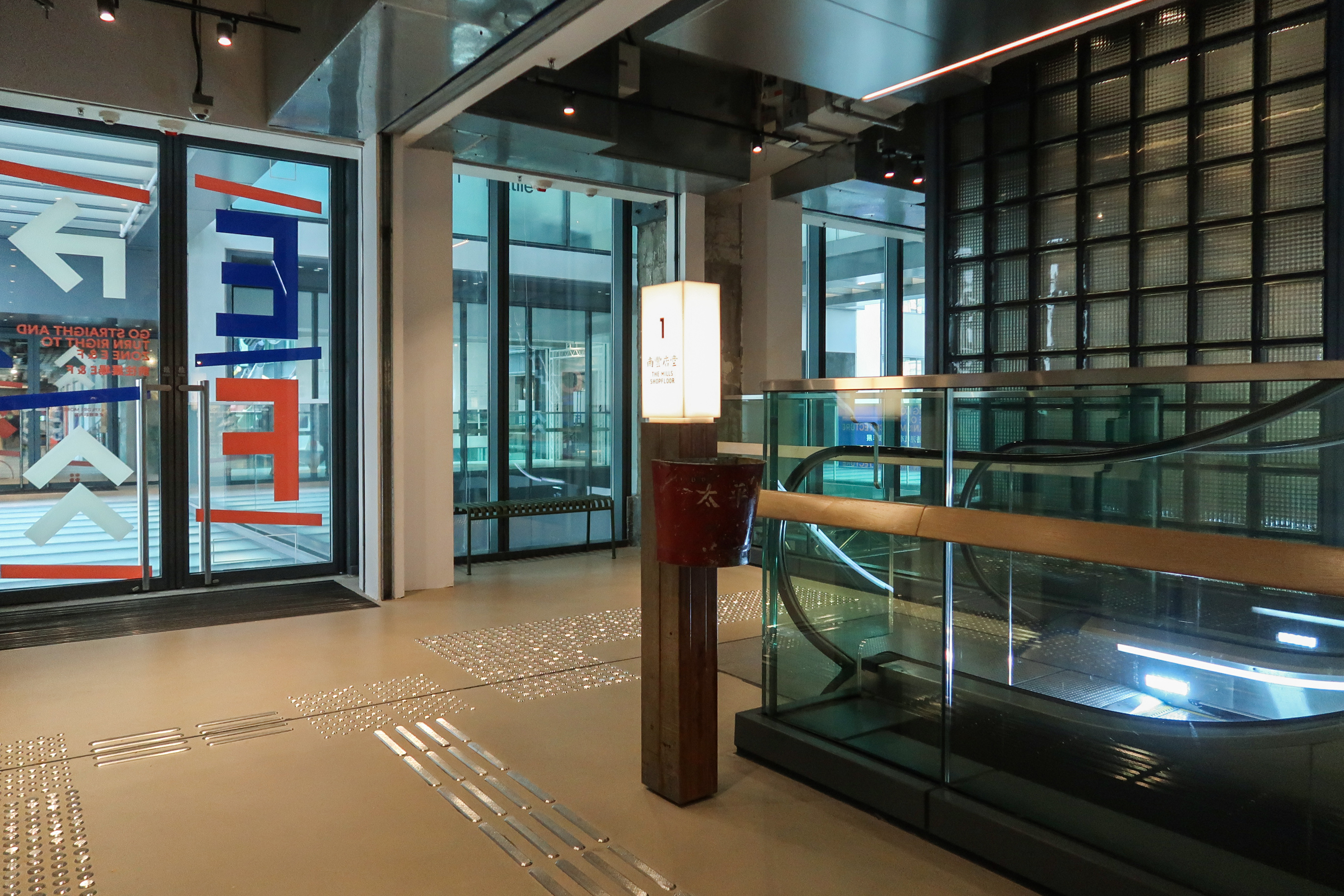
指示牌下的太平桶
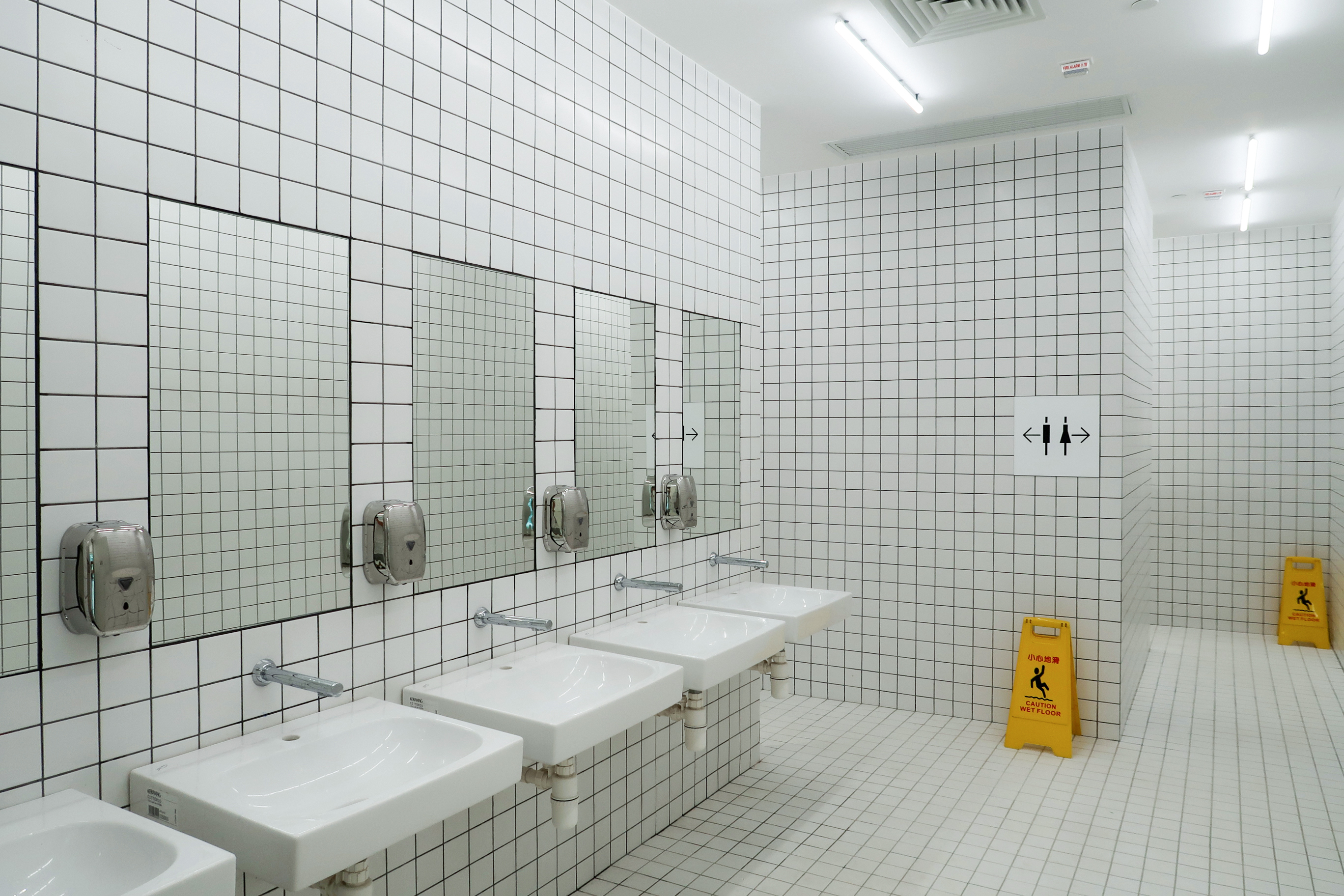
洗手間採用白色格子磚牆，成為不少人拍照的地方

## 爭議
2020年5月6日傍晚，時任香港特別行政區行政長官林鄭月娥在其Facebook專頁貼出照片，指曾到其中一個口罩生產點參觀。由於照片背景與南豐紗廠脗合，口罩生產點因此被指是南豐紗廠。事後，《香港01》的記者到南豐紗廠4樓共享空間視察時，發現其中一個工作間已被設置為銅芯抗疫口罩的生產坊，其後多名職員及保安員驅趕記者，而房間被封上膠板。
其後，《明報》翻查南豐紗廠在2018年的活化工廈地契，發現製作口罩所在的四廠和五廠雖然可作研究所、設計及發展中心、訓練中心、康體文娛場所、商店及服務行業和食肆，但並不能作「工業用途」，故在該處製作口罩涉嫌違反地契。《明報》亦有翻查相關租約，租約除指明南豐二廠紡織有限公司以每月12萬港元的租金將四廠和五廠租給南豐作坊培育中心有限公司外，也列明四廠和五廠只可用作研究所、設計及發展中心、訓練中心或休憩、運動及文化，而不可作其他用途。土地及建築律師謝天良認為紗廠只可以小量生產樣辦，而大量生產則有違反地契之嫌。

## 交通
南豐紗廠設紅色小巴接駁專車，來回南豐紗廠和港鐵荃灣站，於2019年12月1日正式投入服務。荃灣站的候車處於荃灣政府合署對面近荃灣站A4出口，而南豐紗廠的候車處則設於停車場內。該接駁專車每專車20分鐘一班，費用全免。南豐紗廠小巴的外表有別於普通小巴，車身有南豐紗廠的字樣和標誌，車頭則有「免費」和「過嚟、睇嘢、買嘢、食嘢」的傳統小巴站頭牌。除此以外，由於南豐紗廠位於荃灣白田壩街工業區，遊人可經由港鐵荃灣站A3出口沿行人天橋，或荃灣西站A2出口沿大涌道到達南豐紗廠。另外，南豐紗廠對出的青山公路－荃灣段有不少巴士、小巴路線途經，遊人可乘搭相關交通，在南豐紗廠附近（如荃景圍天橋巴士站）下車再步行前往。

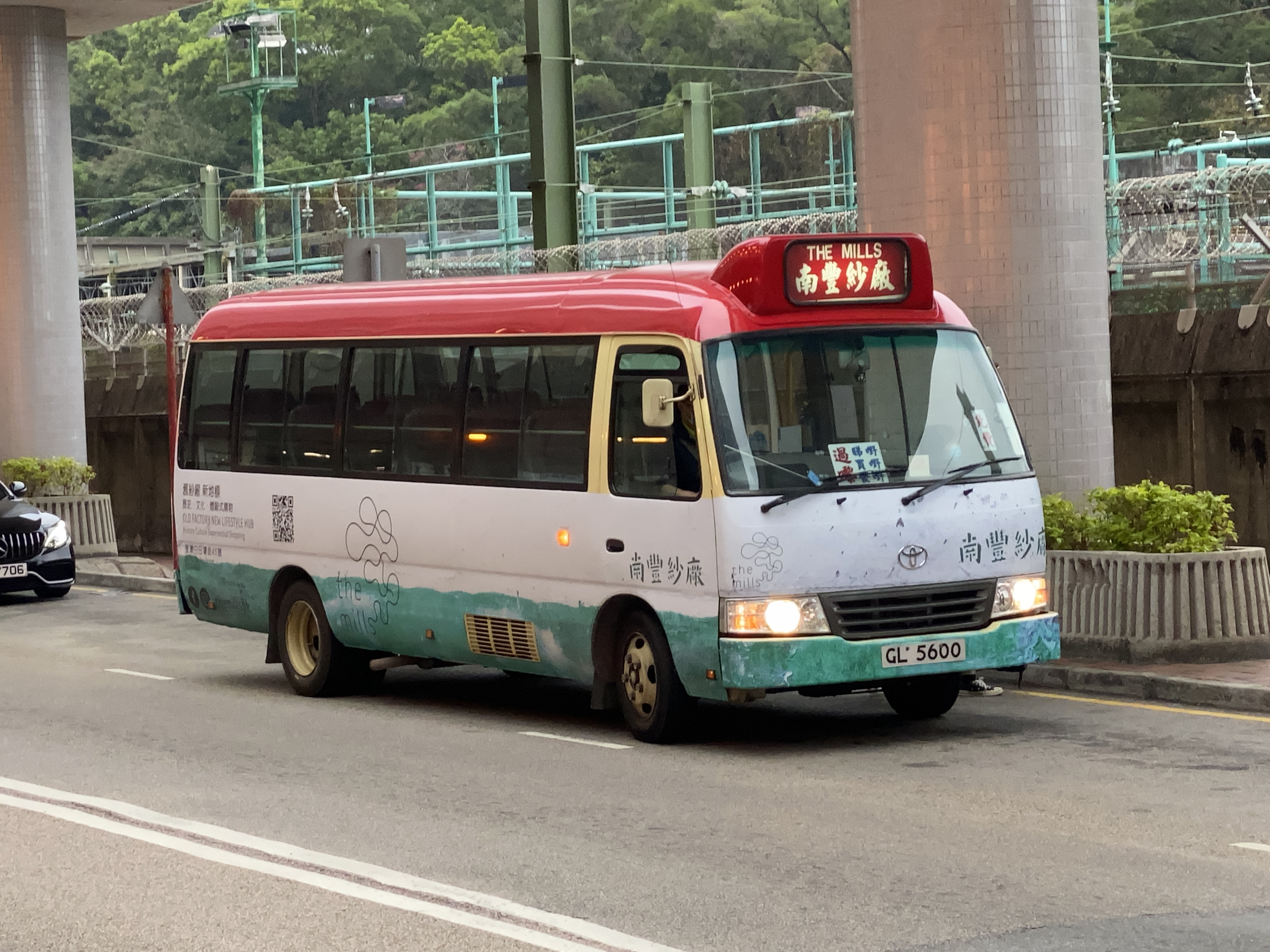
來回南豐紗廠和港鐵荃灣站的紅色小巴接駁專車，停於荃灣政府合署對面近荃灣站A4出口的候車處
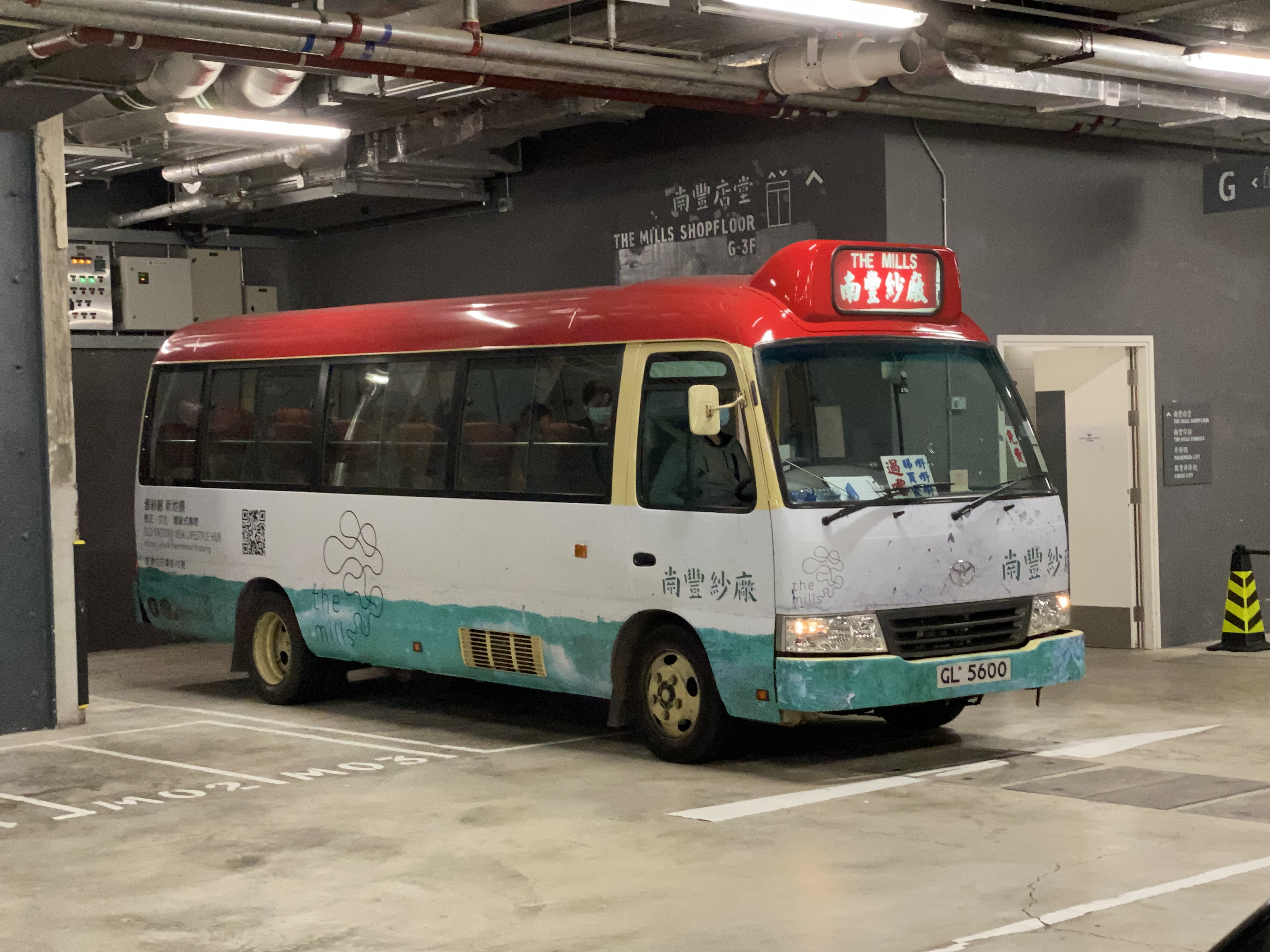
來回南豐紗廠和港鐵荃灣站的紅色小巴接駁專車，停於南豐紗廠停車場內的候車處

## 獎項
南豐紗廠在活化工程期間和活化後獲得以下獎項：
- 2015香港規劃師學會年度大獎[31]
- LEED領先能源與環境設計金級認證[32]
- 建築業議會可持續建築大獎[33]
- MIPIM Asia大獎2018 – 最佳翻新建築銅獎[34]

## 外部連結
- 南豐紗廠 | The Mills（页面存档备份，存于）
- 南豐紗廠的Facebook專頁
- 香港旅遊發展局網站對南豐紗廠的介紹（页面存档备份，存于）
- 南豐紗廠免費穿梭巴士服務時間表（页面存档备份，存于）
- Kelly. . 新假期. 2019-04-11  [2019-04-22].